# Mindloss
Mindloss è l'album di debutto della band olandese Gorefest. Fu pubblicato nel 1991 dalla Foundation 2000 Records.

## Tracce
1. Intro – 1:02
2. Mental Misery – 5:05
3. Putrid Stench of Human Remains – 4:18
4. Foetal Carnage – 5:02
5. Tangled in Gore – 4:34
6. Confessions of a Serial Killer – 5:33
7. Horrors in a Retarded Mind – 4:00
8. Loss of Flesh – 3:46
9. Decomposed – 5:51
10. Gorefest – 4:00

## Formazione
- Jan Chris de Koeijer - voce, basso
- Alex van Schaik - chitarra
- Frank Harthoorn - chitarra
- Marc Hoogendoorn - batteria